# Алту-Медиу-Гургея (микрорегион)
Алту-Медиу-Гургея (порт. Microrregião do Alto Médio Gurguéia) — микрорегион в Бразилии, входит в штат Пиауи. Составная часть мезорегиона Юго-запад штата Пиауи. Население составляет 88 076 человек (на 2010 год). Площадь — 27 608,957 км². Плотность населения — 3,19 чел./км².

## Демография
Согласно сведениям, собранным в ходе переписи 2010 г. Национальным институтом географии и статистики (IBGE), население микрорегиона составляет:
| Полное население                             | Полное население                             | Полное население                             | Полное население                             | 88 076 |
| -------------------------------------------- | -------------------------------------------- | -------------------------------------------- | -------------------------------------------- | ------ |
| в том числе:                                 | Городское население                          | 49 932                                       | Процент городского населения, %              | 56,69  |
|                                              | Сельское население                           | 38 144                                       | Процент сельского населения, %               | 43,31  |
|                                              | Мужское население                            | 44 774                                       | Процент мужского населения, %                | 50,84  |
|                                              | Женское население                            | 43 302                                       | Процент женского населения, %                | 49,16  |
| Плотность населения, чел/км²                 | Плотность населения, чел/км²                 | Плотность населения, чел/км²                 | Плотность населения, чел/км²                 | 3,19   |
| Население микрорегиона в % к населению штата | Население микрорегиона в % к населению штата | Население микрорегиона в % к населению штата | Население микрорегиона в % к населению штата | 2,82   |

## Статистика
- Валовой внутренний продукт на 2003 год составляет 137 725 799,00 реалов (данные: Бразильский институт географии и статистики).
- Валовой внутренний продукт на душу населения на 2003 год составляет 1717,17 реалов (данные: Бразильский институт географии и статистики).
- Индекс развития человеческого потенциала на 2000 год составляет 0,630 (данные: Программа развития ООН).

## Состав микрорегиона
В состав микрорегиона включены следующие муниципалитеты:
1. Алворада-ду-Гургея
2. Баррейрас-ду-Пиауи
3. Бон-Жезус
4. Кристину-Кастру
5. Куррайс
6. Жилбуэс
7. Монти-Алегри-ду-Пиауи
8. Палмейра-ду-Пиауи
9. Реденсан-ду-Гургея
10. Санта-Лус
11. Сан-Гонсалу-ду-Гургея